# 安娜·罗维塔
安娜·罗维塔（1991年3月30日—），印尼女子羽毛球運動員。

## 簡歷
2010年10月，安娜·罗维塔出戰巴西羽毛球國際賽，贏得女子單打冠軍。

## 主要比賽成績
只列出曾進入準決賽的國際賽事成績：
| 年份   | 賽事                   | 公開賽級別 | 項目     | 成績   |
| ------ | ---------------------- | ---------- | -------- | ------ |
| 2009年 | 奧克蘭羽毛球國際賽     | 國際系列賽 | 女子單打 | 準決賽 |
| 2010年 | 印尼羽毛球超級賽       | 超級賽     | 女子單打 | 準決賽 |
| 2010年 | 新加坡羽毛球國際系列賽 | 國際系列賽 | 女子單打 | 準決賽 |
| 2010年 | 巴西羽毛球國際賽       | 國際挑戰賽 | 女子單打 | 冠軍   |
| 2010年 | 塞浦路斯羽毛球國際賽   | 國際系列賽 | 女子單打 | 準決賽 |
| 2010年 | 印度羽毛球大獎賽       | 大獎賽     | 女子單打 | 準決賽 |
| 2013年 | 哈爾科夫羽毛球國際賽   | 國際挑戰賽 | 女子單打 | 亞軍   |
| 2013年 | 印度羽毛球國際挑戰賽   | 國際挑戰賽 | 女子單打 | 亞軍   |
| 2014年 | 印尼羽毛球國際系列賽   | 國際系列賽 | 女子單打 | 亞軍   |

| 2007-2017年 | 首要超級賽 | 超級賽 | 黃金大獎賽 | 大獎賽 | 國際挑戰賽 | 國際系列賽 | 未來系列賽 | 其他 |

| 2018-2026年 | 總決賽 | 超級1000賽 | 超級750賽 | 超級500賽 | 超級300賽 | 超級100賽 | 國際挑戰賽 | 國際系列賽 | 未來系列賽 | 其他 |